# (973) Аралия
973 Аралия (1922 LR, 1954 SE) — астероид главного пояса, открыт 18 марта 1922 года.
Перед присвоением имени носил название (973) 1922 LR. Астероид назван в честь цветкового растения аралии